# فريدريك جروفر
فريدريك جروفر (بالإنجليزية: Frederick Grover) (و. 1876 – 1973 م) هو فيزيائي من الولايات المتحدة الأمريكية .

## التعليم
تعلم في جامعة وسليان، وجامعة جورج واشنطن، ومعهد ماساتشوست للتكنولوجيا